# Stephen Bunting
Stephen Bunting (* 9. dubna 1985 Liverpool) je anglický profesionální hráč šipek hrající turnaje pod hlavičkou Professional Darts Corporation (PDC). Je mistrem světa organizace BDO pro rok 2014 a dvojnásobným vítězem turnaje World Masters. Po přestupu do PDC je jeho největším úspěchem zisk titulu na Masters roku 2024.

## Výsledky na mistrovství světa

### BDO
- 2004: Druhé kolo (porazil ho Ted Hankey 0–3)
- 2005: První kolo (porazil ho John Henderson 0–3)
- 2009: První kolo (porazil ho Gary Robson 1–3)
- 2010: Druhé kolo (porazil ho Tony O'Shea 0–4)
- 2011: Čtvrtfinále (porazil ho Dean Winstanley 1–5)
- 2013: Druhé kolo (porazil ho Darryl Fitton 2–4)
- 2014: Vítěz (porazil Alana Norrise 7–4)

### PDC
- 2015: Čtvrtfinále (porazil ho Raymond van Barneveld 4–5)
- 2016: Druhé kolo (porazil ho Raymond van Barneveld 3–4)
- 2017: První kolo (porazil ho Darren Webster 2–3)
- 2018: První kolo (porazil ho Dimitri Van den Bergh 1–3)
- 2019: Druhé kolo (porazil ho Luke Humphries 1–3)
- 2020: Osmifinále (porazil ho Michael van Gerwen 0–4)
- 2021: Semifinále (porazil ho Gerwyn Price 4–6)
- 2022: Druhé kolo (porazil ho Ross Smith 2–3)
- 2023: Čtvrtfinále (porazil ho Michael Smith 3–5)
- 2024: Osmifinále (porazil ho Michael van Gerwen 0–4)
- 2025: Semifinále (porazil ho Luke Littler 1–6)

## Finálové zápasy

### Major turnaje BDO: 5 (4 tituly)
| Legenda                  |
| ------------------------ |
| Mistrovství světa (1–0)  |
| World Masters (2–0)      |
| Zuiderduin Masters (1–1) |

| Výsledek  | No. | Rok  | Turnaj             | Soupeř       | Skóre   |
| --------- | --- | ---- | ------------------ | ------------ | ------- |
| Vítěz     | 1.  | 2012 | World Masters      | Tony O'Shea  | 7–4 (s) |
| Vítěz     | 2.  | 2012 | Zuiderduin Masters | Alan Norris  | 5–0 (s) |
| Vítěz     | 3.  | 2013 | World Masters      | James Wilson | 7–0 (s) |
| Finalista | 1.  | 2013 | Zuiderduin Masters | James Wilson | 1–5 (s) |
| Vítěz     | 4.  | 2014 | Mistrovství světa  | Alan Norris  | 7–4 (s) |

### Major turnaje WDF
| Výsledek  | No. | Rok  | Turnaj        | Soupeř       | Skóre   |
| --------- | --- | ---- | ------------- | ------------ | ------- |
| Finalista | 1.  | 2013 | WDF World Cup | Wesley Harms | 6–7 (s) |

### Major turnaje PDC (1 titul)
| Legenda           |
| ----------------- |
| The Masters (1–0) |

| Výsledek | No. | Rok  | Turnaj      | Soupeř             | Skóre    |
| -------- | --- | ---- | ----------- | ------------------ | -------- |
| Vítěz    | 1.  | 2024 | The Masters | Michael van Gerwen | 11–7 (l) |

### Světová série PDC (1 titul)
| Legenda                     |
| --------------------------- |
| World Series of Darts (2–2) |

| Výsledek  | No. | Rok  | Turnaj                | Soupeř       | Skóre    |
| --------- | --- | ---- | --------------------- | ------------ | -------- |
| Finalista | 1.  | 2014 | Sydney Darts Masters  | Phil Taylor  | 3–11 (l) |
| Vítěz     | 1.  | 2025 | Bahrain Darts Masters | Gerwyn Price | 8–4 (l)  |
| Finalista | 2.  | 2025 | Dutch Darts Masters   | Rob Cross    | 5–8 (l)  |
| Vítěz     | 2.  | 2025 | Nordic Darts Masters  | Rob Cross    | 8–4 (l)  |

## Výsledky na turnajích

### BDO
| Turnaj                     | 2002 | 2003 | 2004 | 2005 | 2006              | 2007              | 2008              | 2009           | 2010           | 2011           | 2012        | 2013        | 2014        |
| -------------------------- | ---- | ---- | ---- | ---- | ----------------- | ----------------- | ----------------- | -------------- | -------------- | -------------- | ----------- | ----------- | ----------- |
| Mistrovství světa          | DNQ  | DNQ  | 2R   | 1R   | Nekvalifikoval se | Nekvalifikoval se | Nekvalifikoval se | 1R             | 2R             | QF             | DNQ         | 2R          | W           |
| International Darts League | NH   | DNQ  | RR   | 2R   | DNQ               | DNQ               | Nekonalo se       | Nekonalo se    | Nekonalo se    | Nekonalo se    | Nekonalo se | Nekonalo se | Nekonalo se |
| World Darts Trophy         | DNQ  | 1R   | 1R   | 1R   | DNQ               | DNQ               | Nekonalo se       | Nekonalo se    | Nekonalo se    | Nekonalo se    | Nekonalo se | Nekonalo se | Nekonalo se |
| World Masters              | 2R   | 2R   | 4R   | 3R   | 2R                | DNP               | 4R                | 5R             | 1R             | QF             | W           | W           | PDC         |
| Zuiderduin Masters         | DNP  | QF   | RR   | DNQ  | NH                | Nezúčastnil se    | Nezúčastnil se    | Nezúčastnil se | Nezúčastnil se | Nezúčastnil se | W           | F           | PDC         |

### PDC
| Turnaj                          | 2012           | 2013              | 2014              | 2015              | 2016              | 2017              | 2018              | 2019              | 2020              | 2021              | 2022              | 2023              | 2024 | 2025 |
| ------------------------------- | -------------- | ----------------- | ----------------- | ----------------- | ----------------- | ----------------- | ----------------- | ----------------- | ----------------- | ----------------- | ----------------- | ----------------- | ---- | ---- |
| Hodnocené televizní turnaje     |                |                   |                   |                   |                   |                   |                   |                   |                   |                   |                   |                   |      |      |
| Mistrovství světa               | BDO            | BDO               | BDO               | QF                | 2R                | 1R                | 1R                | 2R                | 4R                | SF                | 2R                | QF                | 4R   | SF   |
| World Masters                   | NH             | Nekvalifikoval se | Nekvalifikoval se | Nekvalifikoval se | 1R                | DNQ               | DNQ               | QF                | DNQ               | 1R                | 1R                | 2R                | W    | QF   |
| UK Open                         | 2R             | 4R                | 4R                | SF                | 5R                | 2R                | 4R                | 4R                | 6R                | 4R                | 5R                | 4R                | QF   | 4R   |
| World Matchplay                 | BDO            | BDO               | 2R                | 1R                | 1R                | 1R                | 1R                | QF                | DNQ               | 1R                | 1R                | 1R                | 2R   |      |
| World Grand Prix                | BDO            | BDO               | SF                | 1R                | 2R                | 1R                | 1R                | 2R                | WD                | SF                | 2R                | 2R                | 1R   |      |
| Mistrovství Evropy              | BDO            | BDO               | QF                | 2R                | 2R                | 2R                | 1R                | 2R                | DNQ               | DNQ               | 1R                | 2R                | 1R   |      |
| Grand Slam of Darts             | DNQ            | DNQ               | QF                | DNQ               | DNQ               | 2R                | 2R                | DNQ               | DNQ               | RR                | DNQ               | SF                | 2R   |      |
| Players Championship Finals     | BDO            | BDO               | 2R                | 1R                | 1R                | 3R                | QF                | QF                | 1R                | 1R                | 1R                | QF                | 1R   |      |
| Nehodnocené televizní turnaje   |                |                   |                   |                   |                   |                   |                   |                   |                   |                   |                   |                   |      |      |
| Premier League Darts            | Nezúčastnil se | Nezúčastnil se    | Nezúčastnil se    | 8.                | Nezúčastnil se    | Nezúčastnil se    | Nezúčastnil se    | Nezúčastnil se    | C                 | Nezúčastnil se    | 8.                |                   |      |      |
| World Series of Darts Finals    | Nekonalo se    | Nekonalo se       | Nekonalo se       | QF                | Nekvalifikoval se | Nekvalifikoval se | Nekvalifikoval se | Nekvalifikoval se | Nekvalifikoval se | Nekvalifikoval se | Nekvalifikoval se | Nekvalifikoval se | 1R   |      |
| Statistika                      |                |                   |                   |                   |                   |                   |                   |                   |                   |                   |                   |                   |      |      |
| Pořadí v žebříčku na konci roku | -              | -                 | 24                | 16                | 19                | 22                | 17                | 17                | 17                | 20                | 24                | 16                | 5    |      |

| Legenda | Legenda | Legenda | Legenda        | Legenda | Legenda           | Legenda | Legenda     | Legenda | Legenda   |
| ------- | ------- | ------- | -------------- | ------- | ----------------- | ------- | ----------- | ------- | --------- |
| #R      | kolo    | QF      | čtvrtfinále    | SF      | semifinále        | F       | finalista   | W       | vítěz     |
| RR      | skupina | DNP     | nezúčastnil se | DNQ     | nekvalifikoval se | NH      | nekonalo se | WD      | odstoupil |